# Udo zu Stolberg-Wernigerode
Graf Udo zu Stolberg-Wernigerode (ur. 4 marca 1840 w Berlinie, zm. 19 lutego 1910 tamże) – niemiecki polityk.

## Życiorys
Z wykształcenia prawnik, w latach 1859–1871 zawodowy oficer pruski. W latach 1891–1895 nadprezydent prowincji Prusy Wschodnie. Poseł Reichstagu w latach 1877–1893 i 1895–1910, od 1907 do śmierci przewodniczący (marszałek) Reichstagu. Od 1872 członek pruskiej Izby Panów. Tytularny generał major (niem. Generalmajor) Armii Cesarstwa Niemieckiego.

## Odznaczenia
Odznaczenia grafa zu Stolberg-Wernigerode to między innymi:
- Order Orła Czerwonego III klasy
- Order Królewski Korony II klasy z gwiazdą
- Krzyż Żelazny II klasy
- Order Świętego Jana
- Krzyż Wielki Orderu Gryfa (Meklemburgia)
- Krzyż Wielki Orderu Fryderyka (Wirtembergia)